# 龙汉瑭
龙汉瑭，北宋南宁州领主，黔州（今贵州省贵阳市）夷人，西南大姓豪富龙氏之后裔。
他的父亲是归德将军、南宁州刺史龙彦韬。宋太祖开宝四年（971年），被任命为南宁州刺史兼蕃落使，开宝八年（975年），所属十九部顺化王子若发等三百七十七人向宋朝进贡，贡马匹和丹砂等，宋太祖赵匡胤赐他世领其地。